# Vogelkarspitze
Die Vogelkarspitze ist ein 2522 m ü. A. hoher Berg im Karwendel an der Grenze zwischen Bayern und Tirol. Sie ist der zweithöchste Gipfel der Nördlichen Karwendelkette. Die Erstbesteigung erfolgte durch Hermann von Barth am 4. Juli 1870.
Der Gipfel ist in einer teilweise weglosen und alpine Erfahrung voraussetzenden Bergtour vom Karwendelhaus (1771 m ü. A.) in 2,5 Stunden erreichbar. Eine etwas schwierig zu findende Gasse durch einen dichten Latschengürtel vermittelt einen Zugang zum Fuß des Vogelkars. Weiter verläuft der unmarkierte Anstieg über den teils grasigen, teils felsdurchsetzten Südgrat zum Gipfel. Vereinzelt sind kleine Felsabsätze im I. Schwierigkeitsgrad (UIAA) zu bewältigen. Der Weg ist technisch leicht zu begehen, wegen seiner Steilheit jedoch insbesondere bei Nässe nicht ungefährlich.  
Die Gesamtgehzeit von den nächsten Talorten beträgt 7 Stunden von Scharnitz bzw. 6 Stunden von Hinterriß über den Kleinen Ahornboden. Daher wird meist eine Zweitagestour mit Übernachtung im Karwendelhaus oder die Anfahrt mit dem Mountainbike bevorzugt.